# Batman Petrolspor
Batman Petrolspor met stamnummer 000033 is een voetbalclub opgericht in 1960 te Batman, Turkije. De clubkleuren zijn blauw, wit en zwart. De thuisbasis van de voetbalclub is sinds 2018 het Batmanstadion.

## Gespeelde divisies
- TFF 1. Lig: 1997-2002
- TFF 2. Lig: 2002-2006, 2022-
- TFF 3. Lig: 1985-1997, 2006-2022
- Amateurs: 1960-1985

## Erelijst
- Kampioenschap TFF 3. Lig: 1996-1997, 2021-2022

## Bekende (oud-)spelers
- Erdem Güzelses
- Ozan İpek
- Orhan Kapucu

Witte Groep: 1461 Trabzon FK · 24 Erzincanspor · Adana 01 FK · Altay · Afyonspor · Altınordu · Ankaraspor · Batman Petrolspor · Beykoz Anadoluspor · Fethiyespor · İnegölspor· İskenderunspor · Isparta 32 Spor · Karaköprü Belediyespor · Kastamonuspor 1966 · Kepezspor · Kırklarelispor · Sarıyer

Rode Groep:  68 Aksarayspor · Ankara Demirspor· Arnavutköy Belediyespor · Belediye Derincespor· Beyoğlu Yeni Çarşı · Bucaspor 1928· Diyarbekirspor · Elazığspor · Erbaaspor · Giresunspor · Karacabey Belediyespor· Karaman FK · Menemen FK · Nazillispor · Serik Belediyespor · Somaspor · Vanspor FK · Yeni Mersin İdmanyurdu